# Ден Йорґенсен (плавець)
Ден Йорґенсен (англ. Dan Jorgensen, 4 квітня 1968) — американський плавець.
Олімпійський чемпіон 1988 року, призер 1992 року.
Переможець Пантихоокеанського чемпіонату з плавання 1989, 1991 років, призер 1987 року.